# Phyllophilopsis nitens
Phyllophilopsis nitens là một loài ruồi trong họ Tachinidae.